# Римац, Мате
Мате Римац (род. 12 февраля 1988, Ливно) — хорватский инноватор, предприниматель и основатель хорватской автомобильной компании Rimac Automobili. Римац начал моделировать электрический суперкар в возрасте 20 лет. Римац был назван хорватским предпринимателем года и вошёл в рейтинг Forbes ТОП-30 до 30 в 2017 году.

## Биография
Римац родился в Ливно в 1988 году. Его семья переехала во Франкфурт, Германия, когда ему было три года, и они прожили там до 2000 года, когда переехали в Самобор, Хорватия.
В 2010 году получил степень бакалавра по управлению предпринимательской деятельностью.
После того, как бензиновый двигатель BMW E30 323i взорвался во время одной гонки в 2006 году, Римац решил превратить машину в электрическую. Он работал над этим в гараже родителей в Самоборе и покупал для неё запчасти в Интернете. Это стало основой автомобильной компании, которую он создал позже.

## Карьера
Rimac Automobili
В 2009 году Римац основал компанию по производству автомобилей Rimac Automobili в городе Света-Неделя вблизи Загреба. Электромобиль Rimac Concept One, первый разработанный и изготовленный компанией Rimac Automobili, был представлен на автовыставке во Франкфурте в 2011 году. Автомобиль включал 24 запатентованных новинки компании и его называли первым в мире электрическим суперкаром.
Greyp Bikes
В 2008 году Римац основал компанию Greyp Bikes с целью изготовления высокоэффективных электрических велосипедов, с помощью которых он «намерен изменить мир».